# Julio Fonseca
Julio Fonseca (* 22. Mai 1885 in San José; † 22. Juni 1950 ebenda) war ein costa-ricanischer Komponist.
Fonseca studierte ab 1902 am Konservatorium von Mailand und ab 1904 in Brüssel bei Edgar Tinel. 1906 kehrte er nach Costa Rica zurück. Er unterrichtete von 1927 bis 1942 am Colegio Superior de Señoritas und danach Musiktheorie und Harmonielehre am Konservatorium und wirkte daneben als Organist und freier Komponist in San José.
Er komponierte eine Operette und eine Kinderkomödie, eine Orchestersuite, ein Ouvertüre, ein Klavierkonzert, kammermusikalische Werke, Klavierstücke, fünf Messen, Kantaten und Lieder. Er verwandte in seinen Kompositionen teilweise indianische Melodien und gilt als einer der Begründer der costa-ricanischen Musik.